# Дуже страшне кіно 5
«Дуже страшне кіно 5» (англ. Scary Movie 5) — американський комедійний пародійний фільм 2013 року режисера Девіда Цукера, п'ятий фільм франшизи «Дуже страшне кіно». На додаток до того, фільм слугує перезавантаженням серії.

## Сюжет
Чарлі Шин і Ліндсей Лохан зустрічаються, щоб зафільмувати свій секс. Вони влаштовують усілякі витівки в спальні, коли паранормальна сила підіймає Шина в повітря та кидає в різні боки. Налякана Лохан вирішує тікати додому, але в неї вселяється якась сутність і кидає Шина в камеру, вбиваючи його. Текст на екрані повідомляє, що Лохан заарештували, а троє дітей Шина зникли безвісти.
Кілька місяців потому двоє друзів Джа'Маркус і Д'Андре гуляють у лісі, шукаючи марихуану. Вони заходять до хатини в лісі (сперечаючись, який фільм це їм нагадує). Усередині вони зустрічають трьох здичавілих дітей, які підтверджують, що вони діти Шина, за яких призначена винагорода. Дітей поміщають в ізольований центр дослідження розвитку дитини на кілька місяців, поки вони не будуть визнані достатньо здоровими, щоб їх повернули під опіку сім'ї.
За ними приїжджає брат Шина Ден Сандерс і його дружина Джоді. Вони можуть взяти дітей під опіку, лише якщо погодяться залишитися у великому будинку, обладнаному камерами спостереження. Неохоче вони погоджуються та налаштовують стосунки з дітьми. Джоді йде на прослуховування для балету «Лебедине озеро», і отримує головну роль — Королеву лебедів.
Тим часом у їхньому будинку відбуваються паранормальні події. Діти кажуть, що на будинок нападає їхня «мама», що перебуває під прокляттям і хоче, щоб вони повернулися до неї. Покоївка Марія безуспішно намагатися позбутися прокляття різними ритуалами.
Ден працює в центрі дослідження інтелекту приматів і виявляє, що піддослідний шимпанзе на ім'я Цезар набагато розумніший за нього. Сварка з Марією призводить до того, що всі мавпи тікають.
Джоді та Ден за допомогою близької подруги Джоді Кендри Брукс, яку вона зустріла на балеті, шукають спосіб зняти прокляття та врятувати свою родину. По дорозі вони шукають допомоги у екстрасенса-шахрая Блейна Фулді, і тлумача снів Дома Колба, який допомагає їм зрозуміти, що вирішення їхніх проблем міститься в таємничій Книзі Зла.
Однак Джоді та Кендра по черзі читають два уривки книги. Коли «мама» схоплює дітей, щоб принести їх у жертву, Джоді закидає злого духа в басейн, де його зжерає акула.
Розуміючи, що їй потрібна лише любов до прийомних дітей, Джоді віддає партію Лебединої королеви Кендрі, яка виконує танець у стилі стриптизерки. Глядачі захоплено аплодують, включаючи Джоді, Дена, дітей і родину Кендри. Оповідачем цієї історії виявляється Цезар, який каже, що люди повинні насолоджуватися часом, проведеним на Землі, бо мавпи одного дня захоплять світ.
У сцені після титрів Шин прокидається, розуміючи, що весь фільм був сном. Після того, як Колб каже Шину, що буде спати з Лохан, в кімнату врізається автомобіль, убиваючи його. За кермом виявляється Лохан; вона виходить, кидає Колбу ключі від машини і каже: «Ти був за кермом».

## У ролях
- Ешлі Тісдейл — Джуді
- Саймон Рекс — Ден
- Еріка Еш — Кендра
- Моллі Шеннон — Гізер Дарсі
- Кейт Волш — Мел
- Гізер Локлір — Барбара
- Жан-Поль Ману  — П'єр
- Marisa Saks — Емі
- Реджина Голл — Бренда Мікс
- Christopher 'Critter' Antonucci — Цезар
- Linda Porto — Марія
- Тайлер Поузі — Девід
- Jerry O'Connell — Крістіан Ґрей
- Lewis Thompson — Медея
- Jasmine Guy — мама Кендри
- Lil Duvall — брат Кендри
- Macsen Lintz — меленький француз

### Камео
- Ліндсі Лоан
- Чарлі Шин
- Audrina Partridge
- Майк Тайсон
- Кендра Вілкінсон
- Chris Elliott
- Sheree Whitfield
- Angie Stone
- Terry Crews
- Angela "Big Ang" Raiola
- Crystal Lowe
- Melissa Joan Hart
- Mercedes McNab

## Пародії

### Головні
- Чорний лебідь
- Паранормальне явище

### Другорядні
- 127 годин
- Початок
- П'ятдесят відтінків сірого
- Голодні ігри
- Похмілля у Вегасі
- Соціальна мережа
- Секс і Місто
- Зараза
- Подружки нареченої
- Області темряви
- Повстання Планети мавп

## Розробка
Фільм режисера Малкольма Лі і написав Девід Цукер. Спочатку вихід стрічки був запланований на 2008 рік, однак, у зв'язку з роботою над фільмом Супергеройське кіно, його відклали на осінь 2009 року. Надалі реліз фільму неодноразово переносився: спочатку — на жовтень 2011 року, потім — на 20 квітня 2012, але його відклали до 19 квітня 2013 року. Іншої інформації про картину від кінокомпанії The Weinstein Co не надходило: в інтернеті циркулювали лише чутки, а також деякі аматорські постери і трейлери. Анна Фаріс (виконавиця головної ролі в чотирьох перших картинах) відмовилася від знімання в 5-й частині франшизи, у зв'язку з вагітністю. Участь Ешлі Тісдейл у фільмі було підтверджено в червні 2012 року в засобах масової інформації, про те, що вона була підтверджена на провідну роль. Ліндсей Лоан і Чарлі Шина було підтверджено, що вони приєднаються до акторського складу в серпні 2012 року. Террі Крюса було підтверджено, 14 серпня 2012.
Знімання почали у вересні 2012 року. Перший рекламний образ фільму, показуючи Лохан і Шина в найпершій сцені фільму, вийшов в засобах масової інформації 20 вересня 2012.
В жовтні 2012 року стало відомо, що Майк Тайсон зіграє самого себе в одному з епізодів. 21 грудня вийшов офіційний трейлер «Дуже страшне кіно 5».